# Kalima (miasto)
Kalima (arab. ‏قالمة‎, fr. Guelma, łac. Calama) – miasto w północno-wschodniej Algierii, w Atlasie Tellskim, ośrodek administracyjny prowincji Kalima. Około 132 tys. mieszkańców.

## Historia
Historia tego miasta sięga czasów prehistorycznych. Było miastem fenickim o nazwie Malaca. Rzymianie przemianowali je na Calama, należało wtedy do prowincji Numidii. Za cesarza Dioklecjana weszło w skład prowincji Africa proconsularis.
Przeżywało rozkwit za czasów chrześcijańskich. W 397 roku biskupem miasta został Posydiusz, który  należał do uczniów Augustyna z Hippony. Brał udział w synodach zwoływanych w Kartaginie w 403, 407, 410, 411 i 419 roku i milewskim. W swojej działalności zwalczał donatyzm i pelagianizm. Będąc wysłannikiem do cesarza Honoriusza w sprawie zaostrzenia liberalnego dla heretyków prawa, poznał św. Paulina (410 rok). W tym czasie utrzymywał listowny kontakt ze św. Augustynem. W 428 roku musiał opuścić obleganą przez Wandalów Kalamę i udał się do Hippony, gdzie towarzyszył śmierci swego nauczyciela. Po powrocie na stolicę biskupią (ok. 435 roku) wraz z Noatem i Sewerianem występowali przeciw propagowanemu przez króla Genzeryka arianizmowi. W 437 roku został wygnany i prawdopodobnie udał się do Italii, gdzie zmarł.